# La nostra canzone
La nostra canzone è un album della cantante Spagna, composto da 10 celebri brani cover, inciso per l'etichetta Epic.

## Tracce
1. Teorema
2. Eloise
3. Il nostro concerto
4. Ho difeso il mio amore
5. Dicitencello vuje
6. Quella carezza della sera
7. Never alone
8. Bang bang
9. La donna cannone
10. De jour en jour

## Formazione
- Ivana Spagna – voce, cori
- Giorgio Cocilovo – chitarra acustica, chitarra elettrica, chitarra solista
- Paolo Costa – basso
- Lele Melotti – batteria
- Roberto Procaccini – tastiera, pianoforte
- Enzo Campagnoli – timpani
- Rosario Jermano – percussioni
- Pino Perris – tastiera, pianoforte
- Danilo Minotti – chitarra elettrica
- Nicola Costa – chitarra elettrica
- Roberto Martinelli – clarinetto
- Giuseppe Vessicchio - direttore dell'orchestra

## Classifiche
| Classifica (2001) | Posizione massima |
| ----------------- | ----------------- |
| Italia            | 28                |